# 英格利斯桥
曼诺河上的英格利斯桥（英語：Inglis Bridge over River Monnow）位于英国威尔士蒙茅斯郡的蒙茅斯，该桥跨越曼诺河而连接起沃克斯霍尔草地和奥斯巴斯顿郊区。英格利斯桥由查尔斯·英格利斯设计并以他的姓氏命名；它建成于1931年并于1988年完成翻修。英格利斯桥是英格利斯二代桥型的模型，也是目前英国境内已知唯一还在公共使用的此类桥型的桥梁。目前该桥仅限行人通过；基于安全考量，英格利斯桥已于2018年禁止车辆通行。英格利斯桥是威尔士的二级保护建筑。

## 桥梁历史
查尔斯·英格利斯爵士是英国的土木工程师。当他在剑桥大学国王学院担任机械工程讲师的时候， 他加入了剑桥大学的军官训练团并在第一次世界大战爆发时被委托进入英国皇家工兵部队。英格利斯被任命为桥梁部门的负责人，被要求设计一种可以在一天之内架设完成并移动的钢制桥梁。 为了表彰查尔斯·英格利斯贡献，此桥也就被命名为“英格利斯桥”。该款桥型设计在第一次世界大战和一战到二战的间隔期间一直被英军使用，直至1940年到1941年期间被容量更大的倍力桥所取代。
曼诺河上的英格利斯桥由皇家蒙茅斯郡皇家工兵部队于1931年修建完成。 该部队过去和现在都一直驻扎在蒙茅斯城堡； 而该桥的修建则提供了一条通向沃克斯霍尔草地训练场的通道。 皇家蒙茅斯郡皇家工兵部队在1988年对英格利斯桥进行了翻修。 该桥曾于2011年以安全为由禁止车辆通行，但不久后在当地反对的情况下又重新开放。2018年，由于对维修资金的责任存在争议，这座桥再次对车辆关闭。
曼诺河上的英格利斯桥是目前英国境内已知的仍在提供公共使用的此类桥型的唯一实例。

## 桥梁位置
18世纪时，沃克斯霍尔草地由博福特阿姆斯酒店房东约翰·蒂布斯（John Tibbs）开发为休闲场。 1950年代，皇家蒙茅斯郡皇家工兵部队将其驻地总部设在了蒙茅斯城堡，并于20世纪初将沃克斯霍尔草地开发成一块训练营地。 1905年，此处修建了一座名为“白桥（White Bridge）”的木桥，以方便人们越过曼诺河而进入训练营地。1931年，这座桥被英格利斯桥所取代，并且英格利斯桥依旧使用着白桥的砖石基础。

### 脚注
1. ↑  在奥尔德肖特也有一座横跨于贝辛斯托克运河（英语：Basingstoke Canal）上的英格利斯二型桥，但这座桥并非用于公共用途。[10] 而第三座同类型桥于2018年在林肯郡的英国皇家空军桑德福特机场（英语：RAF Sandtoft）被发现，但是该桥已经被拆除并将在肯特郡的皇家陆军工兵博物馆重建部分。[6][11]
2. ↑  2016年，在兰开夏郡莱兰的某个公园里，一座英格利斯型桥复制品被建了起来。[12]

### 出典
1. ↑  . Grace's Guide Ltd.   [2021-10-30]. （原始内容存档于2021-11-27） （英语）.
2. ↑  . Proceedings of the Institution of Civil Engineers. 1952-07, 1 (4): 502–503. doi:10.1680/iicep.1952.26967. eISSN 1753-7789 （英语）.
3. ↑  John Fleetwood Baker. . Obituary Notices of Fellows of the Royal Society (伦敦: 皇家学会). 1953-11, 8 (22): 444–457. ISSN 1479-571X. S2CID 161226001. doi:10.1098/rsbm.1953.0010. eISSN 2053-9118 （英语）.
4. 1 2  . 威尔士国家历史资产局.   [2021-10-31]. （原始内容存档于2022-05-29） （英语）.
5. ↑  . The Royal Monmouthshire Royal Engineers (Militia).   [2021-10-31]. （原始内容存档于2022-08-18） （英语）.
6. 1 2  . Think Defence.   [2021-10-31]. （原始内容存档于2022-05-22） （英语）.
7. ↑  . 切普斯托信标报. 廷德尔报业集团. 2008-11-24  [2021-10-31]. （原始内容存档于2021-11-04） （英语）.
8. ↑  Mark Elson. . 丛林观点报. 舔耳朵. 2018-02-14  [2021-10-31]. （原始内容存档于2021-10-31） （英语）.
9. ↑  Ian Craig. . 南威尔士阿耳戈斯报. 新闻探寻. 2018-10-24  [2021-10-31]. （原始内容存档于2021-10-03） （英语）.
10. ↑  . Hampshire County Council.   [2021-10-31]. （原始内容存档于2022-11-19） （英语）.
11. ↑  . Doncaster Free Press. JPIMedia Publishing Ltd. 2018-01-09  [2021-10-31]. （原始内容存档于2022-05-24） （英语）.
12. ↑  . External Works.   [2021-10-31]. （原始内容存档于2022-05-20） （英语）.
13. ↑  Kissack 1975，第243頁.
14. ↑  Johnny Crawford.  (PDF). Glamorgan-Gwent Archaeological Trust. 2016-04  [2021-11-01]. （原始内容存档 (PDF)于2022-05-16） （英语）.
15. ↑  . 威尔士古代及历史遗迹皇家委员会（英语：Royal Commission on the Ancient and Historical Monuments of Wales）.   [2021-11-01]. （原始内容存档于2022-05-23） （英语）.
16. ↑  . People's Collection, Wales.   [2021-11-01]. （原始内容存档于2021-10-03） （英语）.

### 文献
- Kissack, K. E. . Phillimore. 1975. ISBN 9780850332094. OCLC 255539468 （英语）.
- McFetrich, David. . Pen and Sword. 2019. ISBN 9781526752963 （英语）.